# بابر یوهانسن
بابر یوهانسن(به آلمانی: Baber Johansen) (متولد ۱۹۳۶ در برلین ) دانشمند، جامعه شناس و اسلام‌شناس آلمانی است و از سال ۱۹۹۵ تا ۲۰۰۴ مدیر مدرسه عالی مطالعات علوم اجتماعی در پاریس بود، او در درجه اول درآنجا هنجارهای حقوقی را تدریس می کرد.

## زندگی
وی مطالعات اسلامی، جامعه شناسی، اقتصاد و حقوق را در دانشگاه آزاد برلین و مطالعات عربی و تاریخ را در دانشگاه قاهره تحصیل کرد. وی در سال ۱۹۶۵ دکترای خود را دریافت کرد، و در سال ۱۹۷۲ در دانشگاه آزاد برلین به درجه شایستگی رسید. در شورش های دانشجویی وی نماینده برجسته دستیاران تحقیق چپ بود. تا سال ۱۹۹۵ وی در کنار فریتز استپات استاد موسسه مطالعات اسلامی قرار داشت. وی همچنین در دو دوره بین سال‌های ۱۹۹۲–۱۹۹۴ و ۲۰۰۲–۲۰۰۳ استاد میهمان موسسه مطالعات پیشرفته در پرینستون بود. از سال ۲۰۰۵ وی استاد مطالعات دینی اسلامی در مدرسه الهیات هاروارد است. مهمترین نوشته‌های او اکنون در گلچین احتیاط در یک قانون مقدس است. هنجارهای قانونی و اخلاقی در فقه مسلمانان .
یوهانسن علاوه بر نشریات متعدد ، در درجه اول درباره گذشته و حال قوانین اسلامی ، سردبیر ژورنال حقوق و جامعهٔ اسلامی (به آلمانی: Islamic Law and Society) است (بریل ، 1994).

## آثار
- بابر یوهانسن: احتیاط درباره‌ی یک قانون مقدس. هنجارهای قانونی و اخلاقی در فقه مسلمانان. لیدن. بریل ۱۹۹۹. شابک 9004106030

## پیوندهای وب
- پرتره شرکت کنندگان در کنگره سیاست حقوقی بنیاد فردریش ابرت 2002 بایگانی‌شده  در ۴ مارس ۲۰۱۶ توسط Wayback Machine